# Моле (национальный парк)
Мо́ле — национальный парк в Гане, являющийся самым крупным заповедником на территории страны.
Парк расположен в северо-западной части Ганы на территории, покрытой саваннами. Парк был основан в 1958 году.

## Флора и Фауна
На территории национального парка среди древесных культур преимущественно встречаются Буркея африканская, Изоберлиния, Terminalia macroptera. Также на территории парка встречается баобаб.
В парке произрастают два эндемичных вида:Gongronema obscurum и Raphionacme vignei из семейства Ластовневые.
На территории заповедника встречаются более 93 видов животных. Из них 33 вида рептилий и 9 видов амфибий и 344 вида птиц.
В парке обитают буйволы, львы, гепарды и слоны..